# Livre des merveilles (BNF Fr2810)
Pour l’article homonyme, voir Livre des merveilles.
Le Livre des merveilles et autres récits de voyages et de textes sur l’Orient est un manuscrit enluminé réalisé en France vers 1410-1412. Il s'agit d'un recueil de plusieurs textes évoquant l'Orient réunis et peints à l'intention de Jean sans Peur, duc de Bourgogne, contenant le Le Livre de Marco Polo ainsi que des textes d'Odoric de Pordenone, Jean de Mandeville, Ricoldo da Monte Croce et d'autres textes traduits par Jean le Long. Le manuscrit contient 265 miniatures réalisées par plusieurs ateliers parisiens. Il est actuellement conservé à la Bibliothèque nationale de France sous la cote Fr.2810.

## Historique
Le manuscrit, peint vers 1410-1412, est destiné au duc de Bourgogne Jean sans Peur, dont les armes apparaissent à plusieurs reprises (écartelé aux 1 et 4 de France à la bordure componée d’argent et de gueules, aux 2 et 3 bandé d’or et d’azur à la bordure de gueules), ainsi que ses emblèmes (la feuille de houblon, le niveau, le rabot). Son portrait est représenté au folio 226, repeint sur un portrait du pape Clément V. Le manuscrit est donné en janvier 1413 par le duc à son oncle Jean Ier de Berry, comme l'indique l'ex-libris calligraphié en page de garde. L'écu de ce dernier est alors repeint à plusieurs endroits sur celui de son neveu. Le livre est signalé dans deux inventaires du prince en 1413 et 1416. À sa mort, le livre est estimé à 125 livres tournois.
Le manuscrit est ensuite légué à sa fille Bonne de Berry et à son gendre Bernard VII d'Armagnac. Il reste dans la famille d'Armagnac jusqu'aux années 1470. Il appartient à Jacques d'Armagnac lorsqu'une miniature est ajoutée au folio 42v. et son nom ajouté à l'ex-libris de la page de garde. Arrêté et exécuté en 1477, sa bibliothèque est dispersée et l'emplacement du manuscrit est alors inconnu. Un inventaire de la bibliothèque de Charles d'Angoulême mentionne un Livre des merveilles du monde qui pourrait être celui-ci. Il se retrouve ensuite peut-être dans la bibliothèque privée de son fils, le roi François Ier. Avec le reste de ses livres, il entre dans la seconde moitié du XVIe siècle dans la bibliothèque royale et il est mentionné dans l'inventaire de Jean Gosselin.

## Attribution des miniatures
D'après le style des miniatures, François Avril est parvenu à distinguer la main de 8 enlumineurs dans la décoration du manuscrit, tous parisiens : 
- le Maître de la Mazarine, l'auteur principal des miniatures, qui a peint 120 à 122 miniatures dont tous les frontispices. Il s'agit d'un émule du maître de Boucicaut ; ce dernier pourrait être l'auteur de 2 miniatures du livre (f.92 et 108v) ;
- le Maître de la Cité des dames : auteurs de 6 miniatures (f. 168, 168v, 171, 171v, 175v et 180v) ;
- le Maître d'Egerton et le Maître de Bedford ont collaboré à la réalisation de 63 miniatures ; le style de ce dernier, alors au début de sa carrière, est parfois désigné par les spécialistes sous le nom de Bedford trend ;
- trois autres miniaturistes, totalement anonymes, ont participé à la décoration du livre : le premier pour 37 miniatures, le deuxième pour 24 d'entre elles et le dernier pour 16.

La dernière miniature, beaucoup plus tardive car remontant à 1470 environ, est ajoutée par Évrard d'Espinques, peintre de Jacques d'Armagnac (f.42v).

## Description
Le manuscrit contient 299 folios reliés et 265 miniatures. Il contient 7 textes présentant les terres d'orient par le biais de témoins européens. 
| Livre | Folios       | Miniatures | Frontispice |
| --- | ------------ | --- | ----------- |
| Le Livre de Marco Polo | f.1-96v      | 84 miniatures : 38 ou 39 miniatures du Maître de la Mazarine, 1 du Maître de Boucicaut (?), 44 du Maître d'Egerton et du Maître de Bedford et 1 d'Évrard d'Espinques |             |
| Itinerarium de mirabilibus orientalium Tartarorum d'Odoric de Pordenone traduit par Jean le Long | f.97-115v    | 18 miniatures : 13 ou 14 du Maître de la Mazarine, 1 du Maître de Boucicaut (?), 3 du premier anonyme                                                                |             |
| Liber de quibusdam ultramarinis partibus et praecipue de Terra sancta de Guillaume de Boldensele, traduit par Jean Le Long ; Lettres adressées au pape : lettre du khân de Cathay ; lettre des chrétiens de Beijing et réponse de Benoît XII, traduction française par Jean Le Long. | f.116-136r   | 15 miniatures : toutes du Maître de la Mazarine |             |
| De l’estat et du gouvernement du grant Kaan de Cathay, empereur des Tartares, traduit par Jean le Long. | f.136v-140v. | 4 miniatures : toutes du Maître de la Mazarine |             |
| Voyages de Jean de Mandeville | f.141-225v.  | 74 miniatures : 49 du Maître de la Mazarine, 19 du Maître d'Egerton et du Maître de Bedford et 6 du Maître de la Cité des dames                                      |             |
| Fleur des estoires de la terre d’Orient, Hayton | f.226-267    | 42 miniatures : 3 du Maître de la Mazarine, 16 du premier anonyme, 24 par le deuxième anonyme                                                                        |             |
| Liber peregrinationis de Ricoldo da Monte Croce, traduit par Jean le Long | f.268-299v.  | 28 miniatures : 2 du Maître de la Mazarine, 18 du premier anonyme, 7 du troisième anonyme                                                                            |             |